# Chirocephalus appendicularis
Chirocephalus appendicularis är en kräftdjursart som beskrevs av Vavra 1905. Chirocephalus appendicularis ingår i släktet Chirocephalus och familjen Chirocephalidae. Inga underarter finns listade i Catalogue of Life.